# Front de libération du Mozambique
Pour les articles homonymes, voir Front de libération.
Le Front de libération du Mozambique, ou FRELIMO (acronyme du portugais Frente de Libertação de Moçambique), est un parti politique du Mozambique fondé en 1962 durant la guerre d'indépendance du Mozambique. D'orientation communiste durant la guerre froide, il a été jusqu'en 1990 le parti unique au pouvoir sous le régime de la république populaire du Mozambique. Il a depuis abandonné l'idéologie communiste et appartient aujourd'hui à l'Internationale socialiste.
Le chef du FRELIMO est Filipe Nyusi, président de la république du Mozambique depuis 2015.

## Histoire

### Années de lutte pour l'indépendance

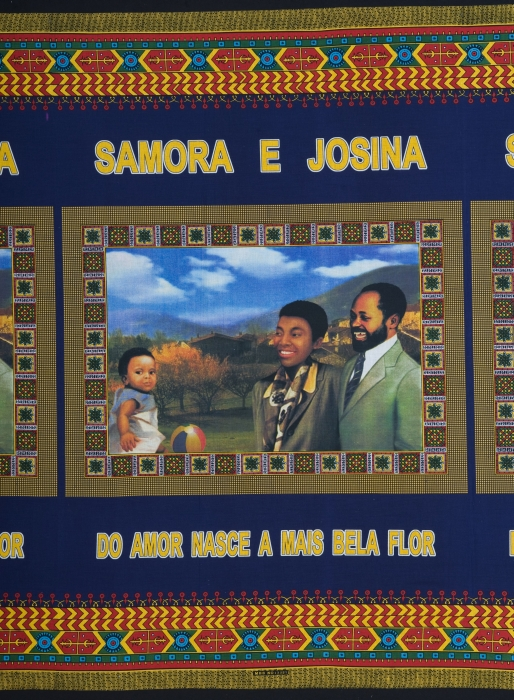
Tissu avec une image de Samora Machel, et de sa seconde épouse Josina.

Le FRELIMO se constitue en 1962, par la fusion de petits partis nationalistes à base régionale constitués en 1960 en Rhodésie du Sud : l'Union nationale africaine du Mozambique indépendant (UNAMI), l'union démocratique nationale du Mozambique (UDENAMO) et la Mozambique African National Union (MANU), né au Tanganyika et appuyé par la tribu des Makondés (dirigée par le chef coutumier Kavandame). Après la mort de Eduardo Mondlane, la direction devient tripartite, Samora Machel, Marcelino dos Santos, Uria Simango. Ce dernier rejoint finalement le COREMO. Dès 1970, Samora Machel s'impose comme le nouveau dirigeant du FRELIMO.
Le FRELIMO est le plus important mouvement à combattre pour l'indépendance du Mozambique, et le plus connu. Il négocie avec le Portugal l'indépendance du Mozambique, à travers les Accords de Lusaka (en) conclus le 7 septembre 1974. Le FRELIMO prend le pouvoir de façon constitutionnelle.

### Au pouvoir après l'indépendance
En 1977, lors de son troisième congrès, le mouvement décide de se transformer en parti politique marxiste-léniniste. Le congrès suivant n'est réuni qu'en 1983, dans une situation de crise économique, de tension interne avec une gestion autoritaire du pouvoir, et de lutte militaire contre la Résistance nationale du Mozambique (RNM), qui deviendra la Renamo. Samora Machel meurt en octobre 1986, dans un accident d'avion en Afrique du Sud.
En 1989, lors de son cinquième congrès, le FRELIMO abandonne définitivement le marxisme pour lui préférer une orientation politique et économique libérale,. Le FRELIMO continue toutefois à diriger le pays comme un parti unique jusqu'en 1994. 
En 1990, l'Assemblée du peuple approuve une nouvelle constitution qui change le système politique, en acceptant la formation d'autres partis. Avec la guerre de déstabilisation au Mozambique en 1992 ont lieu les premières élections multipartites en 1994, et le FRELIMO est déclaré vainqueur. Le FRELIMO revient au pouvoir pour gagner les élections suivantes, en 1999 et 2004, et assurer la présidence et le gouvernement.
En mai 2024, Daniel Chapo est choisi comme candidat du FRELIMO à l'élection présidentielle d'octobre 2024 par un vote du comité central du parti. L'élection est compétitive et plusieurs scrutins sont nécessaires sur une période de deux jours. Chapo bat en particulier Roque Silva Samuel, secrétaire général du parti et favori de cette élection. Roque Silva Samuel démissionne de son poste de secrétaire général après ce vote,. Les autres candidats sont Esperança Bias, présidente de l'Assemblée nationale, et Francisco Mucanheia.
Lors des élections présidentielle et législatives de 2024, le Frelimo conserve sa domination sur la scène politique. Daniel Chapo est élu président avec près de 71 % des voix et le parti obtient 195 sur 250 sièges à l'Assemblée, une augmentation de 11 sièges par rapport à 2019. La Renamo, comme d'autres partis ou organisations, dénonce des fraudes lors de ces élections.

### Drapeaux historiques

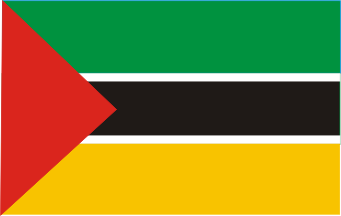
Drapeau du FRELIMO de 1962 à 1993
Drapeau du FRELIMO de 2004 à aujourd'hui

## Personnalités liées au FRELIMO

### Présidents
- Samora Machel : 25 juin 1975 – 19 octobre 1986
- Joaquim Chissano : 6 novembre 1986 – 2 février 2005
- Armando Guebuza : 2 février 2005 – 15 janvier 2015
- Filipe Nyusi : depuis le 15 janvier 2015.

### Autres
- Isabel Casimiro, sociologue.
- Maria Manuela dos Santos Lucas, diplomate.
- Rui Nogar, militant et poète.
- Jorge Rebelo, militant et poète.
- Sérgio Vieira, militant et poète.
- Marcelino dos Santos, poète et homme politique.
- Reinata Sadimba, céramiste d'art.
- Ana Rita Sithole, femme politique.

## Résultats électoraux

### Élections présidentielles
| Année | Candidat         | Voix      | %     | Rang | Résultat |
| ----- | ---------------- | --------- | ----- | ---- | -------- |
| 1994  | Joaquim Chissano | 2 633 740 | 53,30 | 1er  | Élu      |
| 1999  | Joaquim Chissano | 2 338 333 | 52,29 | 1er  | Élu      |
| 2004  | Armando Guebuza  | 2 004 226 | 63,74 | 1er  | Élu      |
| 2009  | Armando Guebuza  | 2 974 627 | 75,01 | 1er  | Élu      |
| 2014  | Filipe Nyusi     | 2 778 497 | 57,03 | 1er  | Élu      |
| 2019  | Filipe Nyusi     | 4 639 172 | 73,46 | 1er  | Élu      |
| 2024  | Daniel Chapo     | 4 416 306 | 65,17 | 1er  | Élu      |